# Лагода Іван Микитович
Іван Микитович Лагода (1887 — 1934) — радянський діяч, голова Лисичанської ради робітничих депутатів, секретар Лисичанського повітового комітету КП(б)У. Член Центральної Контрольної Комісії КП(б)У в червні 1930 — січні 1934 року.

## Життєпис
Член РСДРП(б) з 1905 року.
До 1917 року працював бухгалтером Олександро-Дмитрівського рудника в Лисичанську.
З 1917 року — активний учасник боротьби за радянську владу в Лисичанську і Лисичанському районі. У 1918—1919 роках — на підпільній більшовицькій роботі в Лисичанську.
З березня по літо 1919 року — голова Лисичанської ради робітничих депутатів.
У 1920 році — секретар Лисичанського повітового комітету КП(б)У Донецької губернії; завідувач Лисичанського повітового відділу народної освіти.
З 1920-х років — на радянській і господарській роботі в Бахмуті та інших містах Донбасу, а також у Харкові.